# Conselho Federal de Educadores e Pedagogos
O Conselho Federal de Educadores e Pedagogos (CFEP) é uma associação privada sem fins lucrativos. Embora possua a denominação de "conselho federal", a entidade não faz parte da administração pública federal, pois não foi criada por lei, não sendo portanto uma autarquia de fiscalização profissional, a exemplo dos Conselhos de Medicina, Farmácia ou Contabilidade.
Por ser uma associação privada, a inscrição no CFEP é voluntária como em qualquer outra associação da mesma natureza e a entidade não possui atribuição legal para a fiscalização de atividades profissionais e cobranças de tributos, ao contrário das entidades de fiscalização profissional propriamente ditas. Da mesma forma, não possui imunidade tributária ou foro na justiça federal.  